# (16065) Borel
(16065) Borel  es un asteroide perteneciente al cinturón de asteroides, descubierto el 11 de septiembre de 1999 por Paul G. Comba desde el Observatorio de Prescott, en Arizona, Estados Unidos.

## Designación y nombre
Borel se designó inicialmente como 1999 RE35.
Más adelante fue nombrado en honor al matemático y político francés  Émile Borel (1871-1956).

## Características orbitales
Borel orbita a una distancia media del Sol de 2,6611 ua, pudiendo acercarse hasta 2,5505 ua y alejarse hasta 2,7717 ua. Tiene una excentricidad de 0,0415 y una inclinación orbital de 3,4349° grados. Emplea en completar una órbita alrededor del Sol 1585 días.

## Características físicas
Su magnitud absoluta es 14,7. Tiene 2,722 km de diámetro. Su albedo se estima en 0,198.